# 北流圆唇苣苔
北流圆唇苣苔（学名：Gyrocheilos chorisepalus var. synsepalus）为苦苣苔科圆唇苣苔属下的一个变种。

## 扩展阅读
- 維基物種上的相關：北流圆唇苣苔